# 瓦爾德瑪·比耶松
瓦爾德馬·比耶松（瑞典語：Valdemar Birgersson；1239年—1302年12月26日）。比耶博王朝的瑞典國王（1250年－1275年在位）。比耶博王朝開創者執政公爵比爾耶爾與前任國王埃里克十一世的姊姊英格堡·埃里克斯多塔之長子。

## 生平
1250年，埃里克王朝埃里克十一世逝世，死後無嗣，瓦爾德瑪·比耶松便成為與埃里克十一世血緣最近的男性。因為埃里克十一世的姊姊英格堡·埃里克斯多塔嫁給勢力龐大的福爾孔家族的攝政公爵比爾耶爾，比爾耶爾就讓長子瓦爾德瑪·比耶松被選為國王，由比爾耶爾攝政，開創了福爾孔王朝或稱比耶博王朝。
雖然瓦爾德瑪·比耶松於1257年成年，權力仍然牢牢在父親手中，未能親政，直到1266年，比爾耶爾逝世後，瓦爾德瑪·比耶松才能親政。1260年，瓦爾德瑪·比耶松娶了丹麥國王埃里克四世的長女丹麥的索菲亞，但是他又於1272年與埃里克四世的三女丹麥的尤塔有染，並生下一子。1274年，尤塔因此被迫進入修道院，而瓦爾德瑪·比耶松亦被迫前往羅馬朝聖，要求教皇赦免。
比爾耶爾死後將攝政公爵之位傳給次子馬格努斯·拉杜洛斯，希望他可輔助兄長，但是馬格努斯不甘心，於1275年在丹麥幫助下發動叛亂，在蒂山發生的霍瓦戰役打敗瓦爾德瑪·比耶松，並於1275年7月22日成功將瓦爾德瑪·比耶松廢黜，在莫拉石頭被選為國王，是為馬格努斯三世。
1277年，索菲亞與瓦爾德瑪·比耶松離婚，回到丹麥。同年，瓦爾德瑪·比耶松終於取得在瑞典王國南部的約塔蘭，並被稱為約塔蘭公爵。然而，馬格努斯三世在1278年重新奪回約塔蘭。1288年，瓦爾德瑪·比耶松被馬格努斯三世囚禁在尼古平城堡（Nyköpingshus），並在他舒適的監獄裡與情婦公開生活，直至1302年逝世時。